# Enis Bardhi
Enis Bardhi (em macedônio: Енис Барди; nascido em 2 de julho de 1995) é um jogador de futebol macedônicomacedónio que joga como meio-campista no Konyaspor. Bardhi é descendente de albaneses.

## Carreira

### Início de carreira
Nascido em Skopje, Bardhi juntou-se à equipe jovem do Brøndby IF vindo do FK Shkupi. Em novembro do mesmo ano, ele acertou um contrato com o KSF Prespa Birlik, time da segunda divisão sueca.
Bardhi jogou dez partidas e marcou cinco gols pelo clube durante a temporada, ajudando sua equipe a escapar do rebaixamento.

### Újpest
Em agosto de 2014, Bardhi transferiu-se para o clube húngaro Újpest, assinando um contrato de três anos.

### Levante
Em 17 de julho de 2017, Bardhi assinou um contrato de três anos com o Levante. Ele fez sua estreia em 21 de agosto, em uma vitória de 1 a 0 sobre o Villarreal.
Em 26 de agosto de 2017, Bardhi marcou seu primeiro gol pelo Levante, em uma falta sobre o Deportivo La Coruña, a partida terminou em um empate de 2 a 2.
Em 13 de maio de 2018, Bardhi marcou dois gols na histórica vitória do Levante por 5 a 4 sobre o Barcelona.

## Carreira internacional
Bardhi representou a Macedônia nos níveis sub-17, sub-19 e sub-21. Pela Macedônia sub-21 participou da Eurocopa sub-21 de 2017, onde marcou dois gols. Ele fez sua estreia durante as Eliminatórias para a Eurocopa 2016, em uma derrota por 2 a 1 em casa contra a Bielorrússia.